# Banca Agricola Commerciale della Repubblica di San Marino
La Banca Agricola Commerciale Istituto Bancario Sammarinese S.p.A. (conosciuta anche come Bac) è una banca della Repubblica di San Marino.

## Storia
Nata dal Credito Romagnolo nel 1920, negli anni è passata sotto il controllo di Rolo Banca 1473 e poi di UniCredit come la capofila. Nel 2011 il pacchetto di maggioranza è stato ceduto per 62,2 milioni di euro da Unicredit alla società anonima lussemburghese Demas SA e nel 2012 è stata decisa la fusione con l'Istituto Bancario Sammarinese.
Nel luglio 2018 l'incarico di direttore generale della banca, che ha un capitale sociale di 20,8 milioni di euro, passa da Luca Lorenzi a Marco Perotti, un veronese con esperienze a Rolo Banca 1473 e Gruppo Unicredit. 
Nell'agosto 2019 è stato nominato il nuovo direttore generale Dario Mancini, dal 2017 al maggio 2019 direttore generale della Cassa di Risparmio di San Marino. Un mese e mezzo più tardi, il 7 ottobre 2019, Mancini lascia l'incarico per l'ipotesi di incompatibilità con il precedente ruolo avuto in Carisp. Al suo posto subentra come vice direttore generale facente funzioni Micaela Licia Menicucci.
La banca ha sede a Dogana, curazia del castello di Serravalle, e ha cinque filiali e tre sportelli distaccati.

## Controversie giudiziarie e riconoscimenti
- Nel 2008 l'allora Istituto Bancario Sammarinese (IBS) è finito al centro di un'indagine della Procura della Repubblica di Forlì unitamente al Credito di Romagna[7], che ha portato al rinvio a giudizio per alcuni soci e amministratori delle due banche.  Dopo dieci anni la vicenda giudiziaria si è conclusa nel 2018 con la sentenza emessa dalla Suprema Corte di Cassazione che ha dichiarato l'estinzione per prescrizione dei reati ascritti agli imputati[8].

- A seguito della valutazione dei processi organizzativi posti in essere dall'istituto di credito, gli analisti di Capital Finance International hanno conferito a Banca Agricola Commerciale S.p.a. il riconoscimento di  "Best Bank Governace" per l'anno 2017 e successivamente, tale riconoscimento, è stato riconosciuto anche per l'anno 2018.

- Nel 2019 la banca è coinvolta in uno scandalo finanziario: due prestiti (uno di 750.000 euro, l'altro di 600.000) concessi dalla BAC senza alcuna garanzia ad un politico italiano, Armando Siri, senatore della Lega e vicino a Matteo Salvini, già coinvolto in un'altra vicenda giudiziaria. Sul caso dei due prestiti, emersa in gennaio da una segnalazione anti-riciclaggio firmata da un notaio milanese e rivelata prima da un'inchiesta giornalistica di Report e in seguito dal settimanale l'Espresso, c'è già stata un'indagine ispettiva della Banca Centrale di San Marino che ha trasmesso gli atti per rogatoria anche alla Procura di Milano. La vicenda ha portato nell'agosto 2019 alle dimissioni del direttore generale e del suo vice.